# Lisanne Falk
Lisanne Falk (Long Beach (Californië), 3 december 1964) is een Amerikaanse actrice en filmproducent.

## Carrière
Falk is een voormalig kindmodel dat bij het Ford Modelling Agency werkte met een jonge Brooke Shields. Ze portretteerde de ogenschijnlijk van streek gemaakte jonge vrouw in een herentoilet op de cover van het album Head Games uit 1979 van de band Foreigner. Haar modellenwerk was te zien in het boek Lisanne: A Young Model.
Een bekende filmrol was als Heather McNamara in de zwarte komediefilm Heathers (1989) naast Winona Ryder en Shannen Doherty.

## Filmografie
- Born Beautiful (1982) - tv-film
- Prince of Bel Air (1986) - tv-film
- I Love N.Y. (1987)
- In the Mood (1987)
- Less Than Zero (1987)
- Heathers (1989)
- Say Anything... (1989)
- The Preppie Murder (1989) - tv-film
- Night on Earth (1991)
- Leather Jackets (1991)
- Dead Silence (1991) - tv-film
- Runaway Father (1991) - tv-film
- Suicide Kings (1997)
- Shattered Image (1998)

- Gemeinsame Normdatei: 1061454428
- International Standard Name Identifier: 0000 0000 2183 9199
- Library of Congress Control Number: n79072543
- Nationale Bibliotheek van Israël: 987012384963805171
- Virtual International Authority File: 70206319
- WorldCat: E39PBJdrFKfYMXQKRjGddhfg8C